# Euphorbia helenae
Euphorbia helenae es una especie fanerógama perteneciente a la familia de las euforbiáceas.  Es originaria de Cuba.

## Taxonomía
Euphorbia helenae fue descrita por Ignatz Urban y publicado en Symbolae Antillanae seu Fundamenta Florae Indiae Occidentalis 5: 393. 1908.
Etimología
Euphorbia: nombre genérico que deriva del médico griego del rey Juba II de Mauritania (52 a 50 a. C. - 23), Euphorbus, en su honor – o en alusión a su gran vientre –  ya que usaba médicamente Euphorbia resinifera. En 1753 Carlos Linneo asignó el nombre a todo el género.
helenae: epíteto otorgado  en honor de Helena Jungeblodt, de la familia Rintelen, amiga de Ignatz Urban, experta y galardonada cultivadora de begonias.
Sinonimia
- Euphorbia helenae subsp. helenae
- Euphorbia nipensis Carabia
- Euphorbia shaferi (Millsp.) L.G.Gonzáles & Bisse
- Euphorbiodendron helenae (Urb.) Millsp.
- Euphorbiodendron shaferi Millsp.[5][6]